# Ectemnonotum truncatum
Ectemnonotum truncatum är en insektsart som beskrevs av Schmidt 1909. Ectemnonotum truncatum ingår i släktet Ectemnonotum och familjen spottstritar. Inga underarter finns listade i Catalogue of Life.